# 최종 빙기 극대기
최종 빙기 극대기(Last Glacial Maximum, LGM) 또는 최종 빙기 최냉기(Last Glacial Coldest Period)는 최종 빙기의 가장 마지막 부분로서 빙상의 범위가 가장 넓었던 현재로부터 26,000 ~ 20,000년 전의 시기를 말한다. 빙상은 북아메리카, 유럽, 아시아의 북부 지역의 대부분을 덮었으며, 사막의 확산과 해수면의 큰 하강 등을 일으키며 지구의 기후에 큰 영향을 미쳤다.

## 같이 보기
- 영거 드라이아스기
- 홀로세